# SOX7
SOX7 (англ. SRY-box 7) – білок, який кодується однойменним геном, розташованим у людей на 8-й хромосомі. Довжина поліпептидного ланцюга білка становить 388 амінокислот, а молекулярна маса — 42 197.
| 10         |  | 20         |  | 30         |  | 40         |  | 50         |
| ---------- |  | ---------- |  | ---------- |  | ---------- |  | ---------- |
| MASLLGAYPW |  | PEGLECPALD |  | AELSDGQSPP |  | AVPRPPGDKG |  | SESRIRRPMN |
| AFMVWAKDER |  | KRLAVQNPDL |  | HNAELSKMLG |  | KSWKALTLSQ |  | KRPYVDEAER |
| LRLQHMQDYP |  | NYKYRPRRKK |  | QAKRLCKRVD |  | PGFLLSSLSR |  | DQNALPEKRS |
| GSRGALGEKE |  | DRGEYSPGTA |  | LPSLRGCYHE |  | GPAGGGGGGT |  | PSSVDTYPYG |
| LPTPPEMSPL |  | DVLEPEQTFF |  | SSPCQEEHGH |  | PRRIPHLPGH |  | PYSPEYAPSP |
| LHCSHPLGSL |  | ALGQSPGVSM |  | MSPVPGCPPS |  | PAYYSPATYH |  | PLHSNLQAHL |
| GQLSPPPEHP |  | GFDALDQLSQ |  | VELLGDMDRN |  | EFDQYLNTPG |  | HPDSATGAMA |
| LSGHVPVSQV |  | TPTGPTETSL |  | ISVLADATAT |  | YYNSYSVS   |  |            |

A: Аланін

C: Цистеїн

D: Аспарагінова кислота

E: Глутамінова кислота

F: Фенілаланін

G: Гліцин

H: Гістидин

I: Ізолейцин

K: Лізин

L: Лейцин

M: Метіонін

N: Аспарагін

P: Пролін

Q: Глутамін

R: Аргінін

S: Серин

T: Треонін

V: Валін

W: Триптофан

Кодований геном білок за функцією належить до активаторів. 
Задіяний у таких біологічних процесах, як транскрипція, регуляція транскрипції, альтернативний сплайсинг. 
Білок має сайт для зв'язування з ДНК. 
Локалізований у цитоплазмі, ядрі.